# Karakoll
Karakoll är en stridsform för kavalleri som förmodligen utvecklades i Europa under 1500-talet. 
Karakollen tillgår så att förbandet ställer upp med en rak front mot fienden med ett djup av 4−6 ryttarled och med en lucka mellan varje rote i sidled.  Det första ledet avfyrar sina pistoler i trav, vänder hästen, rider tillbaks i luckan mellan raderna och ställer sig sist i kön. Under tiden laddar ryttarna om sina pistoler så att de när de kommer längst fram kan skjuta igen.
Avsikten med karakollen är att tillfoga fienden så svåra förluster att man vid efterföljande anfalll kan bryta igenom fiendens linjer, eller helt enkelt att sprida så mycket skräck att det motstående förbandet drabbas av panik och flyr fältet. 
Mot pikbeväpnat infanteri fungerade tekniken, men mot infanteri med eldvapen led man själv troligen stora förluster.
Den framstående taktikern och strategen Gustav II Adolf som under krigen med polackerna (1617-1629) erfarit och anammat det polska rytteriets våldsamma anfall med blanka vapen i full galopp eller sporrsträck, kom till slutsatsen att karakollen i trav var förlegad. Anammandet av den polska erfarenheten med hästens dynamik under anfallet med blanka vapen var en stor del av Gustav II Adolfs framgångar i Trettioåriga kriget. Gustav II Adolfs efterträdare delade den uppfattningen och under det skånska kriget var svenska kavalleri- och dragonförband strängt förbjudna att karakollera. 
Motsvarande teknik har i vissa länder även använts för fotfolk.